# Camponotus niveosetosus
Camponotus niveosetosus é uma espécie de inseto do gênero Camponotus, pertencente à família Formicidae.